# 賀一桂
賀一桂（1531年—？），字秋芳，號文南，江西吉安府廬陵縣（今吉安縣）人，明朝政治人物。

## 生平
江西鄉試第七十六名，嘉靖四十四年（1565年）乙丑科進士。兵部观政，本年八月授直隶溧水县知县，隆慶二年（1568年）九月选授广西道監察御史。四年二月养病。六年十月復除本道御史，十一月差巡按山西，万历三年（1575年）四月巡按顺天，四年七月监試顺天，九月提学北直隶，七年四月丁忧。十年十月復除河南道御史，十一年二月升大理寺右寺丞，养病致仕。

## 家族
曾祖賀嵩；祖父賀鑾，曾任壽官；父賀沂，曾任府同知、進階奉政大夫。母周氏，封宜人。